# Čepulis
Čepulis ist ein litauischer männlicher Familienname, abgeleitet vom Namen Čepas.

## Weibliche Formen
- Čepulytė (ledig)
- Čepulienė (verheiratet)

## Namensträger
- Gediminas Čepulis (* 1963), litauischer Politiker
- Jonas Čepulis (1939–2015), sowjetischer Boxer